# 徐光煇
徐光煇（1935年—），男，浙江嘉兴人，中国运筹学家，曾任中国科学院应用数学研究所研究员、博士生导师，中国运筹学会理事长。